# Tondo Pitti
El Tondo Pitti és una escultura realitzada en relleu de marbre amb un diàmetre horitzontal de 82 cm i vertical de 85,5 cm per l'escultor Miquel Àngel cap a l'any 1503 i que es conserva al Museu Nazionale del Bargello a Florència.
Consta el tondo o rodona, de tres personatges, la Verge Maria amb el seu fill Jesús i Sant Joan Baptista, el gran dinamisme de l'escultura és el gir de la Mare que trenca amb els dos punts estàtics del seient cúbic on es troba asseguda i el seu cap mirant al davant, tots dos punts trenquen sobresortint la motllura de la rodona, la composició és piramidal amb freqüents línies horitzontals i obliqües que comporten una gran plasticitat. El Nen es troba a la dreta descansant sobre un llibre obert sobre els genolls de la seva mare.
Va ser un encàrrec realitzat per a Bartolomeo Pitti, més tard regalat pel seu fill fra Miniato Pitti a Luigi Guicciardini i finalment va ser adquirit el 1823 per al Bargello.